# Misgurnus tonkinensis
Misgurnus tonkinensis är en fiskart som beskrevs av Rendahl, 1937. Misgurnus tonkinensis ingår i släktet Misgurnus och familjen nissögefiskar. Inga underarter finns listade i Catalogue of Life.